# Stammheim, Zürich
Stammheim är en kommun i distriktet Andelfingen i kantonen Zürich, Schweiz. Kommunen har 2 902 invånare (2023).
Kommunen bildades den 1 januari 2019 genom en sammanslagning av kommunerna Waltalingen, Unterstammheim och Oberstammheim. Dessutom finns orten Guntalingen i kommunen.